# Andrija Radulović (Autor)

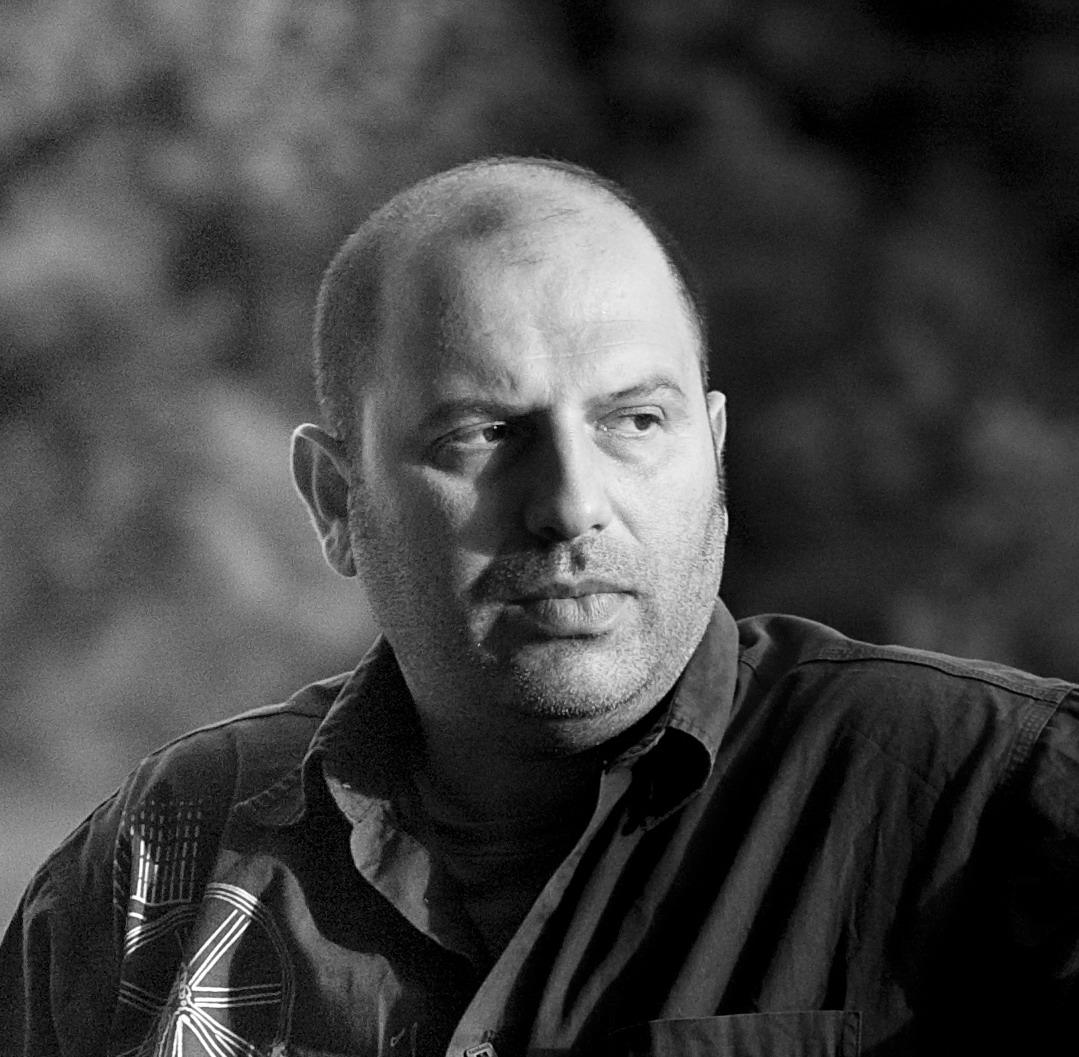
Andrija Radulović. (2009)

Andrija Radulović  (montenegrinisch-kyrillisch Андрија Радуловић) (* 3. Februar 1970 in Titograd) ist ein montenegrinischer Schriftsteller, Dichter, Essayist, Übersetzer und Kritiker.
Er studierte Geschichte an der Universität Montenegro und Lehre an der Universität Novi Sad (Serbien).
Er wohnt in Podgorica und arbeitet als Lehrer und Herausgeber der Literaturzeitschriften Squaire und Literary writings.

## Ehrungen/Preis
- I nagrada Vidovdanskog sajma knjiga, Podgorica, Montenegro, 2003
- Gramota, Sofia, Bulgarien, 2003
- Nosside, (UNESCO, World Poetry Directory), Calabria, Italien, 2005
- Aninoasa, Trgoviste, Rumänien 2006
- Božidar Vuković Podgoričanin, Podgorica, Montenegro 2008
- Kočićevo pero, Banja Luka, Bosnien und Herzegowina, 2008
- Zlatna značka KPZ Srbije, Belgrado, Serbien 2008
- Vukova povelja, Loznica, Serbia, 2008
- Marko Miljanov, Podgorica, Montenegro, 2009
- Золотое перо Руси, Moskau, Russland, 2009
- Naji Naaman, Libanon, 2010

## Werke
- Pogled s mosta, Podgorica, 1994
- Znak u pijesku, Herceg Novi, 1995
- Ponoć na Donu, Podgorica, 1997
- Ognjeno rebro, Andrijevica, 1998
- Riječ sa juga – Слово с Юга,  Podgorica, 2000
- Anđeo u pšenici Podgorica, 2002
- Sniježna azbuka, Podgorica, 2007
- Zvono, Podgorica, 2008
- Bivše kraljevstvo, Podgorica, 2010

## Quelle
- Radulović, Andrija, Bivše kraljevstvo, UKCG, Podgorica, 2010
- Дни Негоша в Петербурге, Staatliche Universität Sankt Petersburg, online